# Bogo, Sežana
Bogo este o localitate din comuna Sežana, Slovenia, cu o populație de 9 locuitori.